# Anders Arborelius
Lars Anders Arborelius, OCD, (Sorengo, Suiza, 24 de septiembre de 1949) es un cardenal y obispo de la diócesis católica de Estocolmo.

## Biografía

### Orígenes y conversión
Arborelius nació en Sorengo, Suiza, de padres suecos que se divorciaron cuando él tenía cuatro años de edad, y se crio con su madre en Lund, en el sur de Suecia. Su familia era luterana pero no practicante y el joven Lars entró en contacto con las monjas del convento de Santa Brígida. Se convirtió al catolicismo a los veinte años de edad con la intención de hacerse sacerdote. Durante su proceso de formación, leyó la autobiografía de santa Teresita de Lisieux, lo que le motivó a ingresar a la orden de los carmelitas descalzos. Por más de treinta años Arborelius viviría como un fraile de dicha orden. 

### Sacerdote
Anders estudió en Brujas y en el Instituto Teresianum de Roma y fue ordenado sacerdote en 1979. También se licenció en lenguas modernas (inglés, español y alemán) en la Universidad de Lund.
Entre 1989 y su designación como obispo, Arborelius vivió en el monasterio de Norraby en donde se convirtió en uno de los más respetados y apreciados consejeros espirituales y líderes de retiros espirituales en Suecia.

### Obispo
En 1998, San Juan Pablo II anunció su nombramiento como obispo de Suecia. Arborelius sería ordenado el 29 de diciembre de 1998, de esta forma se convirtió en el primer obispo católico étnicamente sueco en el país, desde los tiempos de la Reforma cuando sucedió a Hubertus Brandenburg como obispo de la diócesis de Estocolmo (en la actualidad la única diócesis católica en Suecia). Entre 2005 y 2015 presidiría la Conferencia Episcopal Escandinava.
Monseñor Arborelius apareció en el documental indio-sueco The Indian Priest, (El cura indio), sobre un misionero indio en su diócesis.

### Cardenal
El 21 de mayo de 2017, el papa Francisco anunció la celebración de un consistorio, con el objetivo de crear a 5 nuevos cardenales, entre ellos a monseñor Arborelius. El consistorio se celebró el 28 de junio de 2017, siendo nombrado cardenal de la Iglesia Católica. 
En diciembre de 2017, el nuevo cardenal era nombrado "Sueco del año" por la revista de dicho país Fokus, declarando que: "Representar a la Iglesia Católica en un país cuya identidad es principalmente laica o luterana, requiere una postura sin miedo. Como obispo católico de Estocolmo, el sueco del año, desempeña también un papel esencial en la búsqueda de suecos e inmigrantes suecos".
En 2017 el Papa Francisco lo nombró miembro del Pontificio Consejo para la Promoción de la Unidad de los Cristianos.
El 15 de mayo de 2019 fue nombrado miembro de la Congregación para las Iglesias Orientales ad quinquennium y el 28 de mayo, miembro de la Congregación para el Clero ad quinquennium.
El 14 de julio de 2020 fue nombrado miembro del Consejo de Asuntos Económicos de la Santa Sede ad quinquennium.
El 12 de julio de 2022 fue nombrado miembro del Dicasterio para los Obispos ad quinquennium.
El 11 de octubre de 2022 fue confirmado como miembro del Dicasterio para la Promoción de la Unidad de los Cristianos ad aliud quinquennium.

## Declaraciones públicas
En el Adviento de 2005 el obispo Arborelius publicó un artículo en el foro de católicos disidentes Katolsk Vision en donde los instaba a retornar a la Iglesia.
En julio de 2007 el obispo Arborelius hizo público un pedido de perdón por el único caso hasta ahora conocido en Suecia de abuso sexual del cual fue víctima una persona en la década de 1950 por parte de un sacerdote católico, un hecho que fue ocultado por la Iglesia durante todos estos años:

Es muy lamentable que uno de nuestros sacerdotes haya sometido a un niño a abuso sexual. Como obispo de la Diócesis pido perdón por lo que sucedió y espero que las distintas medidas que la Diócesis ha tomado recientemente puedan prevenir que estos actos no se repitan en el futuro

En febrero del mismo año el obispo Arborelius junto con el líder evangélico Sten-Gunnar Hedin de la Iglesia Filadelfia de Estocolmo amenazaron al partido Demócrata Cristiano de Suecia que llamarían a sus votantes a quitarles su apoyo en las próximas elecciones si sancionaban una ley que permitiría que mujeres de cualquier parte del mundo pudiesen abortar en clínicas suecas, una práctica conocida como "aborto turístico".

## Obras
- ABORELIUS, LARS ANDERS (1986). Den brinnande pilen: Karmels mystik genom tiderna (La Flecha de Fuego: El misticismo carmelita a través de los tiempos).
- ABORELIUS, LARS ANDERS (1987). Trosmeditation (Meditación de fe).
- ABORELIUS, LARS ANDERS (2000). Biskopens novisår: en bok av, med och om Anders Arborelius (Un obispo principiante: un libro de y por Anders Arborelius).
- ABORELIUS, LARS ANDERS; HEDIN, STEN-GUNNAR (2003). Jesusmanifestet (Manifiesto de Jesús).
- ABORELIUS, LARS ANDERS (2004). Enhet i mångfald: herdabrev under jubileumsåret (Unidad en la diversidad. Carta pastoral).
- ABORELIUS, LARS ANDERS; HEDIN, STEN-GUNNAR (2008). Andens manifest (Manifiesto del Espíritu).
- ABORELIUS, LARS ANDERS (2008). In laudem gloriae- texter från tio år som biskop (In laudem gloriae: textos de diez años como obispo).

| Predecesor: Hubertus Brandenburg | Obispo de Estocolmo 1998 - Actualidad                               | Sucesor: En el cargo   |
| Predecesor: Gerhard Schwenzer    | Presidente de la Conferencia Episcopal Escandinava 2005 - 2015      | Sucesor: Czeslaw Kozon |
| Predecesor: William Henry Keeler | Cardenal presbítero de Santa María de los Ángeles 2017 - Actualidad | Sucesor: En el cargo   |